# Арана, Факундо
Хо́рхе Факу́ндо Ара́на Тагле (исп. Jorge Facundo Arana Tagle; 31 марта 1972, Буэнос-Айрес) — аргентинский актёр.

## Биография
Родился 31 марта 1972, в Буэнос-Айресе. Отец — Хорхе Арана Тагле — известный адвокат; мать — Матильде фон Бернард — бывшая спортсменка (играла в хоккей); сестры — Патси Арана Тагле (старшая), Паула Арана Тагле и Агустина Арана Тагле (младшие); дедушка и бабушка по материнской линии — Уго Карлос Теодоро фон Бернард и Мария Эстер Бианки.
В возрасте 15 лет друг привёл Факундо Арана в театральную студию. Однако вскоре пришлось прервать занятия: в 1989 г. в возрасте 17 лет у него обнаружили болезнь Ходжкина — рак лимфатических узлов. Последовало долгое лечение и медицинское наблюдение. Лишь в 1994 г. было объявлено о его полном выздоровлении. 
Одним из увлечений Факундо Арана является игра на саксофоне. Некоторое время, параллельно с поисками работы актёром, он играл на саксофоне на одной из станций метро. Там его заметил продюсер Лито Эспиноса, который позже помог получить роль в первом телесериале. Арана начал исполнять небольшие роли в аргентинских телесериалах в 1992 г. (роль уличного певца Рамиро).
С 1996 по 2006 год Факундо связывали романтические отношения с актрисой Изабель Маседо.  В 2007 он познакомился со своей нынешней женой - известной телеведущей и моделью Марией Сусини. Пара воспитывает троих детей: дочку Индию и двойняшек Яко и Моро.

### Творческая биография
В 1995 г. Факундо получил небольшую роль Леонардо в сериале «Чёрная жемчужина» вместе с Андреа дель Бока и Габриэлем Коррадо.
В 1997 г. Факундо принял решение участвовать в третьем и четвёртом сезонах сериала «Девчушки». В этом сериале Факундо Арана сыграл две роли: Алехо и Мануэля. Эта роль принесла Аране признание.
Настоящий международный успех пришёл к Факундо в 1999 г. после исполнения главной роли (Иво) в сериале «Дикий ангел».После этого Факундо Арана стал известен в таких странах, как Россия, Израиль, Польша, Чехия и др.
Затем он снялся в комедийном сериале «Добрые соседи» и в сериале «Яго — тёмная страсть». Роль Яго Вальдеса/Фабио Сиренио являлась главной, вокруг которой вращалась вся фабула. Этот сериал имел наивысший рейтинг и получил премию «Мартин Фьерро». Затем Факундо Арана прекратил сотрудничество с компанией TeLeFe и начал сниматься в сериалах компании «Поль-ка».
В 2002 г. он исполнил роль полицейского Томаса Ледесмы в сериале «099, Центральная». И вновь Арана был номинирован на звание лучшего актёра.
В декабре 2002 г. Арана решил взять перерыв и в течение следующего года не сниматься в сериалах. Он впервые за 10 лет взял отпуск и отправился в путешествие по Аргентине. 
После возвращения в Буэнос-Айрес он застал войну телесетей «Телефе» и «Поль-ка». После раздумий Факундо остановил свой выбор на сериале «Поль-ка» под названием «Падре Корахе».
2004 г. Факундо исполнил главную роль современного Робин Гуда, благородного разбойника Корахе и падре Хуана и за неё получил премию «Мартин Фьерро», а сериал получил «Золотого Мартина Фьерро».
После этого успеха Факундо Арана сыграл роль Росса Гардинера в театральной постановке «Посещая мистера Грина» вместе с известным театральным актёром Пепе Сориано.
В 2006 г. Факундо Арана вновь вернулся на телевидение и снялся в роли Мартина Кесады в сериале «Ты — моя жизнь» .
В 2008 вернулся на ТВ с успешным сериалом "Украденные жизни", после были "Когда ты мне улыбаешься", "Лицемеры" , "Ночь и день рядом с тобой", "Маленькая Виктория" . Последняя работа была номинирована на международную премию Эмми. Впервые в карьере Арана.

## Фильмография

### Фильмы
| Год  | Название                                                 | Роль               |
| ---- | -------------------------------------------------------- | ------------------ |
| 2001 | Побег (исп. La Fuga)                                     | Виктор Ганс        |
| 2001 | Детвора. Уголок света (исп. Chiquititas. Rincón de luz ) | Алехо Мендес Айала |
| 2007 | Дотянуться до небес (исп. Tocar el cielo )               | Сантьяго           |

### Телесериалы
| Год       | Название                                                         | Роль                                          |
| --------- | ---------------------------------------------------------------- | --------------------------------------------- |
| 1992      | Бродячее пение (исп. Canto Rodado)                               | Рамиро                                        |
| 1992      | Лучшие (исп. Son de diez)                                        |                                               |
| 1993      | Марко — кандидат (исп. Marco el candidato )                      | Вилли Кассироне                               |
| 1993      | Тощая (исп. La Flaca escopeta)                                   | Факундо                                       |
| 1994      | Высокая комедия (исп. Alta Comedia)                              |                                               |
| 1994      | Чёрная жемчужина (исп. Perla negra)                              | Леонардо Бастидас                             |
| 1995      | Американские горки, возвращение (исп. Montaña rusa, otra vuelta) | Вилли                                         |
| 1995      | Старшая сестра (исп. La Hermana Mayor)                           |                                               |
| 1995      | Цыганка (исп. Zingara)                                           | Родольфо «Руди» Моретти                       |
| 1996      | Свободные (исп. Sueltos)                                         | Игнасио                                       |
| 1997      | Рафа (исп. El Rafa )                                             |                                               |
| 1997—1998 | Маленькие ангелы (исп. Chiquititas)                              | Алехо Мендес Ахала/Мануэль Мендес Ахала       |
| 1998      | Дикий Ангел (исп. Muñeca Brava)                                  | Иво Ди Карло/Иво Миранда                      |
| 1999      | Добрые соседи (исп. Buenos Vecinos )                             | Диего Пинильос                                |
| 2000      | Последняя минута (исп. Tiempo Final)                             | Пабло                                         |
| 2001      | Яго — тёмная страсть (исп. Yago, pasión morena)                  | Яго Вальдес/Фабио Сиренио Ривас               |
| 2002      | 099, Центральная (исп. 099, Central)                             | Томас Родольфо Ледесма                        |
| 2003      | Спать с шефом (исп. Durmiendo con mi jefe)                       | .                                             |
| 2004      | Падре Корахе (исп. Padre Coraje)                                 | Корахе/Падре Хуан/ Габриэль Хауреги Пасторино |
| 2006      | Ты — моя жизнь (исп. Sos mi vida)                                | Мартин Кесада                                 |
| 2008      | Украденные жизни (исп. Vidas Robadas)                            | Баутиста Амайа                                |
| 2011      | Когда ты мне улыбаешься (исп. Cuando me sonreís)                 | Гастон Мёрфи                                  |
| 2013      | Лицемеры (исп. Farsantes)                                        | Альберто Марини                               |
| 2014      | Ночью и днем рядом с тобой (исп. Noche&Día, junto a vos)         | Викторио (Вико) Вилья                         |

## Театральные работы
| Год  | Название                                            | Роль          |
| ---- | --------------------------------------------------- | ------------- |
| 2005 | Посещая мистера Грина (исп. Visitando al Sr. Green) | Росс Гардинер |

## Партнёры по съёмкам
| Имя                  | Сериал                                                     |
| -------------------- | ---------------------------------------------------------- |
| Андреа дель Бока     | "Чёрная жемчужина", "Цыганка"                              |
| Габриэль Коррадо     | «Девчушки»                                                 |
| Лидия Ламайсон       | «Цыганка», «Дикий ангел»                                   |
| Наталия Орейро       | «Дикий ангел», «Ты — моя жизнь»                            |
| Норберто Диас        | «Дикий ангел», «Яго — тёмная страсть»                      |
| Паола Крум           | «Дикий ангел», «099, Центральная»                          |
| Диего Рамос          | «Дикий ангел», «Добрые соседи»                             |
| Хианелла Нейра       | «Яго — тёмная страсть»                                     |
| Федерико Оливера     | «Яго — тёмная страсть», «Падре Корахе»                     |
| Марсело Косентино    | «Яго — тёмная страсть», «099, Центральная», «Падре Корахе» |
| Нанси Дюплаа         | «099, Центральная», «Падре Корахе»                         |
| Мария Эухения Тобаль | «099, Центральная», «Падре Корахе», «Ты-моя жизнь»         |
| Карина Зампини       | «Падре Корахе»                                             |
| Рауль Риццо          | «Падре Корахе»                                             |
| Леонор Бенедетто     | «Падре Корахе»                                             |
| Луис Мачин           | «Падре Корахе»                                             |
| Густаво Бермудес     | «Ты — моя жизнь»                                           |
| Моника Антонопулос   | «Украденные жизни»                                         |
| Хульета Диас         | «099, Центральная», «Когда ты мне улыбаешься»              |

## Награды и премии
- Мартин Фиерро (исп. Martín Fierro) — лучшая молодёжная теленовелла за «Chiquititas» — 1999
- Мартин Фиерро (исп. Martín Fierro) — лучшая теленовелла за «Muñeca Brava» — 1999
- Мартин Фиерро (исп. Martín Fierro) — лучшая теленовелла за «Muñeca Brava» — 2000
- VIVA 2000 — лучшая Теленовелла за «Muñeca Brava» — 2000
- VIVA 2000 — лучший Актёр за «Muñeca Brava» — 2000
- Мартин Фиерро (исп. Martín Fierro) — лучшая телекомедия за «Buenos Vecinos» — 2001
- Мартин Фиерро (исп. Martín Fierro) — лучшая теленовелла за «Yago, pasión morena» — 2002
- Мартин Фиерро (исп. Martín Fierro) — лучший актёр за «Yago, pasión morena» — 2002
- Мартин Фиерро (исп. Martín Fierro) — лучшая теленовелла за «099 Central» — 2003
- Мартин Фиерро (исп. Martín Fierro) — лучший актёр за «099 Central» — 2003
- Кларин (исп. Clarín) — лучшая Теленовелла за «Padre Coraje» — 2004
- Премия Фестиваля Латиноамериканской Теленовеллы (FyMTI) — лучший актёр за «Padre Coraje» — 2005
- Золотой Мартин Фиерро (исп. Martín Fierro de Oro) за «Padre Coraje» — 2005
- Мартин Фиерро (исп. Martín Fierro) — лучшая теленовелла за «Padre Coraje» — 2005
- Мартин Фиерро (исп. Martín Fierro) — лучший актёр за «Padre Coraje» — 2005
- A.C.E. — Открытие Года за «Visitando al Sr. Green» — 2005
- Премия Florencio Sánchez  — Открытие Года за «Visitando al Sr. Green» — 2006
- Мартин Фиерро (исп. Martín Fierro) — лучшая теленовелла за «Vidas Robadas» — 2009